# Paul Grünert
Paul Ferdinand Alexander Grünert (Magdeburg, 12. siječnja 1861. -  München11. prosinca 1936.) je bio njemački general i vojni zapovjednik. Tijekom Prvog svjetskog rata zapovijedao je s više divizija, te XXXIX. pričuvnim i XXXX. pričuvnim korpusom na Istočnom i Zapadnom bojištu.

## Vojna karijera
Paul Grünert je rođen 12. prosinca 1861. u Magdeburgu. Prije Prvog svjetskog rata bio je načelnik stožera VIII. korpusa smještenog u Koblenzu, te je zapovijedao 13. konjičkom brigadom smještenom u Münsteru.

## Prvi svjetski rat
Na početku Prvog svjetskog rata Grünert postaje zamjenikom načelnika stožera njemačke 8. armije koja se nalazila pod zapovjedništvom Maximiliana von Prittwitza. Grünert je zajedno s Maxom Hoffmannom pokušavao uvjeriti Prittwitza da se zbog ruskog napredovanja ne povlači iza Visle, već da njemačke snage koncentrira prema jugu kako bi zasebno porazio zasebno svaku od dviju ruskih armija. Navedeni plan je međutim, izvršen tek nakon što je Prittwitz smijenjen, te je rezultirao velikom njemačkom pobjedom u Bitci kod Tannenberga.
U studenom 1914. Grünert postaje načelnikom stožera 9. armije kojom je zapovijedao August von Mackensen. Grünert je ostao na mjestu načelnika stožera 9. armije i kada je Mackensena na mjestu zapovjednika 9. armije zamijenio Leopold Bavarski. Nakon što je u kolovozu 1915. na osnovi jedinica 9. armije formirana Grupa armija princ Leopold, Grünert postaje njezinim načelnikom stožera.
U siječnju 1916. imenovan je zapovjednikom 25. pričuvne divizije kojom zapovijeda do travnja te godine kada postaje načelnikom stožera 2. armije kojom je zapovijedao Fritz von Below. S mjesta načelnika stožera 2. armije Grünert je smijenjen nakon početka savezničke ofenzive na Sommi, nakon čega preuzima zapovjedništvo nad 3. pješačkom divizijom kojom zapovijeda do rujna 1916. kada postaje zapovjednikom 119. pješačke divizije koja se nalazila na Istočnom bojištu. U svibnju 1917. Grünert je sa 119. divizijom premješten na Zapadno bojište, gdje sudjeluje u Bitci kod Cambraia.
U siječnju 1918. promaknut je u general poručnika, da bi u veljači postao zapovjednikom 21. pješačke divizije kojom zapovijeda mjesec dana. U ožujku 1918. privremeno zapovijeda XXXIX. pričuvnim korpusom, da bi u kolovozu 1918. preuzeo zapovjedništvo nad XXXX. pričuvnim korpusom kojim zapovijeda sve do kraja rata.

## Poslije rata
Nakon završetka rata Grünert se umirovio. Preminuo je 11. prosinca 1936. godine u 75. godini života u Münchenu.

## Vanjske poveznice
(eng.) Paul Grünert na stranici Prussianmachine.com

(njem.) Paul Grünert na stranici Deutschland14-18.de  Arhivirana inačica izvorne stranice od 4. ožujka 2016. (Wayback Machine)